# 高眉山
高眉山，亦称高嵋山、刀面山。地处湖南中部，属南岳七十二峰之一。因为山就像一把倒置的菜刀（指山峰险势），当地人称之为刀面山。有关曾国藩的书的称：高眉山，应是同音的一个“漂亮的”名字。
南岳七十二峰起于衡阳回雁峰止于长沙岳麓山，其中有岳麓山、韶峰、高眉山（刀面山）、黄巢山、九峰山、南岳山等较著名的山峰。